# Abbott Joseph Liebling
Pour les articles homonymes, voir Liebling.
Abbott Joseph Liebling, né le 18 octobre 1904 à New York, New York, où il est mort le 28 décembre 1963, est un journaliste américain. Il est notamment, de 1935 à sa mort, collaborateur régulier du magazine The New Yorker.

## Biographie
Liebling naît dans une famille aisée de l’Upper East Side de Manhattan, où son père travaille dans l’industrie de la fourrure. Sa mère, Anna Adelson Slone, est originaire de San Francisco. Après l’école primaire et des études secondaires à New York, Liebling s’inscrit au Dartmouth College à l’automne 1920. Ayant quitté Dartmouth sans diplôme (il affirmera plus tard qu’il en fut « expulsé pour avoir manqué à un devoir de présence à la chapelle »), il s’inscrit ensuite à l’école de journalisme de l’université Columbia. Ses études terminées, il commence une carrière de journaliste à l’Evening Bulletin de Providence (Rhode Island). Il travaille peu de temps aux pages sportives du New York Times, dont, suppose-t-on, il aurait été congédié pour avoir mentionné le nom « Ignoto » (mot italien signifiant « inconnu ») comme étant celui de l’arbitre d’un match.
En 1926, sur proposition de son père, il interrompt sa carrière de journaliste pour s’en aller étudier à Paris pendant un an. De ce séjour, où il suit les cours de littérature médiévale française à la Sorbonne, et qui, effectivement, ne dépasse guère une année, il conçoit pour la France et les Français une affection qui lui reste toute sa vie, et qu’il confirme en effet plus tard à travers ses reportages de guerre. À l’automne 1927, il revient à Providence, où il rédige des contributions pour le Providence Journal. Il déménage ensuite à New York, où il commence aussitôt à tout mettre en œuvre pour se faire embaucher au quotidien New York World de Joseph Pulitzer, lequel quotidien, publiant notamment des textes de James M. Cain et Walter Lippmann, est à l’époque réputé être le « journal des écrivains » ; ainsi Liebling, afin d’attirer l’attention de l’éditeur, James W. Barrett, paye-t-il un marin norvégien désœuvré pour faire en homme-sandwich les cents pas devant le bâtiment Pulitzer, portant l’inscription « Embauchez Joe Liebling » (il se révélera que Barrett utilise habituellement une autre entrée donnant sur une autre rue, et ne voit jamais les pancartes). Parvenu cependant à ses fins, il écrit pour le World de 1930 à 1931, et pour le World-Telegram de 1931 à 1935. En 1934, il épouse Mary Anne Quinn, bien qu’étant au courant qu’elle souffre de schizophrénie ; elle doit souvent être hospitalisée durant les années de leur mariage.
Enfin, en 1935, Liebling rejoint le New Yorker. Les recueils Back Where I Came From (1938) et dans The Telephone Booth Indian (1942) regroupent ses meilleurs articles de la deuxième moitié des années 1930. 
Pendant la Deuxième Guerre mondiale, Liebling travaille comme correspondant de guerre, écrivant de nombreux reportages sur les événements en Afrique, en Angleterre et en France. Sa guerre commence dès octobre 1939, lorsqu’il s’envole en Europe pour couvrir les premières opérations militaires. Il séjourne à Paris jusqu’au 10 juin 1940, puis s’en retourne aux États-Unis, pour s’envoler de nouveau, cette fois pour la Grande-Bretagne, en juillet 1941. Il s’embarque pour l’Algérie en novembre 1942 pour rendre compte des combats sur le front tunisien (de janvier à mai 1943). Ses articles datant de cette époque sont réunis dans The Road Back to Paris (1944). Il participe au débarquement de Normandie  au Jour J, et écrit un texte mémorable relatant ses expériences sur un vaisseau de débarquement. Par la suite, il passe deux mois en Normandie et en Bretagne, et est aux côtés des forces alliées lorsqu’elles entrent dans Paris. Il notera plus tard : « pour la première fois de ma vie, et probablement pour la dernière, j’ai vécu une semaine dans une ville grandiose où tout le monde était heureux. » Pour la qualité de ses reportages de guerre, Liebling se voit décerner la croix de la Légion d'honneur par le gouvernement français.
Après la guerre, il revient à des activités journalistiques ordinaires et, pendant de longues années, rédige, pour le New Yorker, un billet mensuel intitulé Wayward Press, dans lequel il se livre à une analyse de la presse américaine. Liebling est par ailleurs grand amateur de boxe, de sport hippique et de bonne chère, et écrit fréquemment sur ces sujets. En 1947, il fait paraître The Wayward Pressman, recueil de ses écrits publiés dans The New Yorker et dans d’autres publications. À la fin des années 1940, il critique vigoureusement la Commission des activités anti-américaines, se lie d’amitié avec Alger Hiss, divorce de sa première femme, et épouse en secondes noces Lucille Spectorsky en 1949 (de qui il divorce également, pour épouser la romancière Jean Stafford en 1959).
En 1961, Liebling publie The Earl of Louisiana, qui a d’abord paru sous la forme d’une série d’articles dans le The New Yorker, dans lesquels il rend compte des procès et des tribulations du gouverneur de la Louisiane, le comte K. Long (earl=comte), frère cadet du politicien louisianais Huey Long.
Liebling meurt le 28 décembre 1963 d'une pneumonie,, et est inhumé au cimetière Green River, à East Hampton, dans l'État de New York. Les archives de l’auteur sont léguées à l'université Cornell.

## Citations
Liebling reste dans les mémoires pour ses nombreuses petites phrases et aphorismes, tels que : 
- « La liberté de la presse n’est garantie qu’à ceux qui en possèdent une. »
- « Partout, les gens confondent ce qu’ils lisent dans les journaux et actualité. »
- « Je puis écrire mieux que quiconque écrit plus vite, et je puis écrire plus vite que quiconque écrit mieux. »

Ses écrits étaient souvent mémorables, comme l’était son penchant pour la bonne chère, et il combine ces deux passions dans Between Meals (approx. « D’un Repas à l’autre », 1962), dont l’extrait suivant donne un avant-goût :
« Dans le restaurant de la rue Saint-Augustin, l’acteur et gourmet parisien Yves Mirande éblouissait ses confrères plus jeunes, français et américains, en faisant servir un déjeuner composé de jambon de Bayonne et de figues fraîches, de saucisson en croûte épicé, de quenelles de brochet dans une riche sauce Nantua rose, d’un gigot d’agneau lardé d’anchois, d’artichauts sur un socle de foie gras, et de quatre ou cinq sortes de fromages, avec une bonne bouteille de Bordeaux et une de Champagne, après quoi il commandait l’Armagnac et rappelait à Madame d’apprêter les alouettes et ortolans qu’elle lui avait promis, avec quelques langoustes et un turbot ― et, bien entendu, un civet raffiné, préparé avec le marcassin que l’amant de la jeune première de la production qu’il avait alors en chantier lui avait envoyé de son domaine de Sologne. « Et pendant que j’y pense, » l’ai-je entendu dire un jour, « cela fait des jours que nous n’avons plus eu de bécasse, ni de truffes à la braise, et la cave à vin n’est plus qu’une désolation ― plus aucun millésime '34, et à peine encore quelques '37. La semaine dernière, il m’a fallu offrir à mon éditeur une bouteille qui était beaucoup trop bonne pour lui, simplement parce que, entre l’injurieux et le superlatif, il n’y avait plus rien. » »

## Sélection de ses œuvres
- Back Where I Came From; 1938 (1990 North Point Press  (ISBN 978-0-86547-425-3))
- The Telephone Booth Indian; 1942, Doubleday, Doran and Co.:Garden City, New York (2004 Broadway Books  (ISBN 978-0-7679-1736-0))
- The Road Back to Paris; 1944 Doubleday, Doran and Co.:Garden City, New York (1997 Modern Library  (ISBN 978-0-679-60248-4))
- The Wayward Pressman; 1947, Doubleday:Garden City, New York (1972 Greenwood Press  (ISBN 978-0-8371-6173-0))
- Mink and Red Herring: The Wayward Pressman's Casebook;1949, Doubleday:Garden City, New York (1972 Greenwood Press  (ISBN 978-0-8371-6174-7))
- Chicago: The Second City; 1952, Knopf: New York (2004 Univ of Nebraska Press  (ISBN 978-0-8032-8035-9))
- The Honest Rainmaker: The Life and Times of Colonel John R. Stingo; 1953, Doubleday:Garden City, New York
- The Sweet Science; 1956, Viking Press: New York (1982 Penguin Books  (ISBN 978-0-14-006191-8))
- Normandy Revisited; 1958], Simon & Schuster: New York
- The Press - Ballantine Books: New York], 1961 (1975 Ballantine  (ISBN 978-0-345-24396-6))
- The Earl of Louisiana, Louisiana State University Press:Bâton-Rouge, 1961 (ISBN 978-0-8071-0537-5))
- Between Meals: An Appetite for Paris - 1962 (1995  (ISBN 978-0-679-60142-5)) - Publié en France sous le titre Bon Vivant ! (La Table Ronde, 2017)
- Mollie and Other War Pieces - 1964 (posthume) (2004  (ISBN 978-0-8032-8031-1))
- Just Enough Liebling 2004  (ISBN 978-0-374-10443-6) – Florilège posthume de ses écrits
- World War II Writings: The Road Back to Paris /Mollie and Other War Pieces / Uncollected War Journalism / Normandy Revisited Pete Hamill, éd. (New York: Library of America, 2008)  (ISBN 978-1-59853-040-7)